# Tomba di Giovanni Crivelli
La Lastra funeraria di Giovanni Crivelli è un'opera in marmo  (213,50x88 cm) eseguita durante la tappa romana dello scultore Donatello, a cavallo tra il 1432 e il 1433. È alloggiata nella chiesa romana di Santa Maria Aracoeli, in una posizione poco privilegiata, ossia a destra dell'ingresso principale.

## Storia
La lastra funeraria costituisce l'unica opera firmata del soggiorno romano di Donatello, durato all'incirca tre anni (dal 1431 al 1433). L'arcidiacono di Aquileia Giovanni Crivelli l'avrebbe commissionata prima della sua morte, avvenuta nel 1432, imponendo all'artista l'allora comune genere di tomba terragna, ossia da porre sul pavimento di un edificio sacro.
La lastra, portata a compimento entro il 1433, anno in cui Donatello abbandonò la città papale, porta ancora i segni dell'inevitabile levigamento, data la sua collocazione pavimentale. Solo recentemente si è deciso di posizionare il rilievo in piedi a destra della porta principale nell'Aracoeli. Tale trasferimento ha però impedito una maggiore visibilità dell'opera.

## Descrizione e stile
Consunta ma vigorosa, la lastra non è concordemente assegnata dai critici al Donatello, a causa della debole composizione e della scarna documentazione. La scelta di una composizione molto più convenzionale che non, per esempio, nella lastra tombale di Giovanni Pecci a Siena (del 1426 circa) fu forse derivata dai desideri dei committenti e dal tentativo di assecondare il gusto allora dominante nella città ospitante.
Il defunto è raffigurato disteso in una nicchia con coronazione a conchiglia. La testa, appoggiata su un cuscino, è reclinata, le mani incrociate, la figura distesa dal panneggio piuttosto monotono. In alto due angeli volanti tengono un clipeo con lo stemma familiare del defunto, oggi quasi illeggibile. La firma "Opus Donatelli Florentini" si trova incisa sul bordo in alto a sinistra.